# Hamstall Ridware
Hamstall Ridware – wieś w Anglii, w hrabstwie Staffordshire, w dystrykcie Lichfield. Leży 20 km na wschód od miasta Stafford i 183 km na północny zachód od Londynu. W 2001 miejscowość liczyła 317 mieszkańców.